# Ludvík Liška
Ludvík Liška (8. dubna 1929, Lužná – 21.2.2021, Dřísy) byl československý sportovec a reprezentant. V roce 1952 se zúčastnil letních olympijských her v Helsinkách, kde v běhu na 800 metrů skončil v semifinále.

## Kariéra
Svoji sportovní kariéru započal v roce 1949 v klubu Včela Brno. V roce 1951 narukoval na vojnu a závodil za armádní tým ATK Praha, později přejmenovaného na ÚDA a Dukla Praha. Tam vydržel až do roku 1957. Poté se přesunul do Spartaku Sokolovo (1958-60) a aktivní kariéru završil ve Slavoji Stará Boleslav (1960-61). Je držitelem několika československých rekordů v běhu 4x400 m, 4x800m a 4x880m. V roce 1953 byl součástí štafety, která zlomila světový rekord. Zúčastnil se mistrovství Evropy v roce 1954, kde v běhu na 800 metrů skončil v rozběhu